# 爱的激流
《愛的激流》（英語：Love Streams）是約翰·卡薩維茲執導電影，1984年柏林國際影展上映，並獲得金熊獎。

## 外部連結
- 爛番茄上《爱的激流》的資料（英文）
- 互联网电影数据库（IMDb）上《爱的激流》的资料（英文）
- 豆瓣电影上《爱的激流》的資料 （简体中文）